# علي الجزنائي
علي الجزنائي من مؤرخ مغربي من القرن التاسع للهجرة وصاحب كتاب جنى زهرة الآس في بناء مدينة فاس.

## مسيرته
هو أبو الحسن علي الجزنائي، من أهل القرن التاسع الهجري، ينتمي إلى قبيلة جزناية الريفية (بالنطق الريفي : إݣزاناين - Igzanayen) في شمال تازة، ولم يقف أحد لترجمته رغم مكانته المهمة في الوسط الفكري والثقافي. وهو يعتبر من المؤرخين الذين أرخوا للناس ولم يؤرخ لهم أحد. لكن استنباطا من كتابه جنى زهرة الآس في بناء مدينة فاس نلاحظ أنه ينتمي إلى قبيلة جزناية الريفية الشهيرة المستقرة شمالي تازة، بالإضافة إلى مكانته في مجال الفكر والثقافة، وما يدل على ذلك علاقاته ومعارفه من رجال العلم والأدب، مثل: الشاعر أحمد بن عبد المنان، العالم ابن اجرُّوم، و المؤرخ إسماعيل ابن الأحمر. إضافة إلى اهتمامه بالتاريخ، فقد كان علي الجزنائي شاعرا كذلك، رغم أننا لا نتوفر على الكثير من قصائده، يذكر مقدم كتابه (عبد الوهاب بن منصور) إلى أنه: “من الفقهاء الذين يقدرون على مناقشة الفتاوى والاعتراض على بعض الأحكام“.

## مؤلفاته
من مؤلفاته المعروفة في الوسط التاريخي، كتابه جنى زهرة الآس في بناء مدينة فاس، إذ يعتبر من أهم الكتب التي أرخت لمدينة فاس، خاصة على مستوى العمران وتطوره بالمدينة، حيث تناول بالوصف الدقيق الأماكن المعروفة بالمدينة مع الإشارة إلى الأزمنة التاريخية التي شيدت فيها. ألفه للقائد عبد الله بن علي بن سعيد الياباني، وقد ترجمه المستشرق الفرنسي ألفريد بيل إلى اللغة الفرنسية سنة 1922، ونشرته جامعة الأدب بالجزائر، ثم أعيد طبعه بالمطبعة الملكية بالرباط، بتحقيق مؤرخ المملكة عبد الوهاب بن منصور.
ولقد اعتمد الجزنائي في جنى زهرة الآس على العديد من المصادر عن مؤرخين سبقوه إلا ان ابرزهم كان:
على ابن أبى زرع  الفاسى : الأنيس المطرب بروض القرطاس في أخبار ملوك المغرب وتاريخ مدينة فاس, والذي يعد من أهم ما كتب عن مدينة فاس .